# Serpianosaurus
Serpianosaurus es un género extinto de paquipleurosaurio. Sus fósiles se han hallado en la zona media de Grenzbitumenzone, los estratos más antiguos del Monte San Giorgio, Suiza, un área bien conocida por sus abundantes restos de paquipleurosaurios. La localidad data de cerca del límite entre el Anisiense y el Ladiniense en el Triásico Medio, hace cerca de 237 millones de años; probablemente  Serpianosaurus apareció a principios del Ladiniano. Esto lo convierte en el más antiguo sauropterigio del Monte San Giorgio hasta la fecha. Ciertos aspectos de su morfología también sugieren que es una de las formas más basales. El género puede ser distinguido de otras formas de paquipleurosaurios cercanamente relacionados sobre la base de su cráneo proporcionalmente más grande y su mandíbula recta. Como muchos otros paquipleurosaurios, se puede apreciar cierto dimorfismo sexual en Serpianosaurus. Se piensa que los amchos y las hembras difieren en el tamaño y forma del húmero. No se ha hallado paquiostosis en las costillas de los especímenes de Serpianosaurus. Se trata de un género que tiene relación cercana con Neusticosaurus.

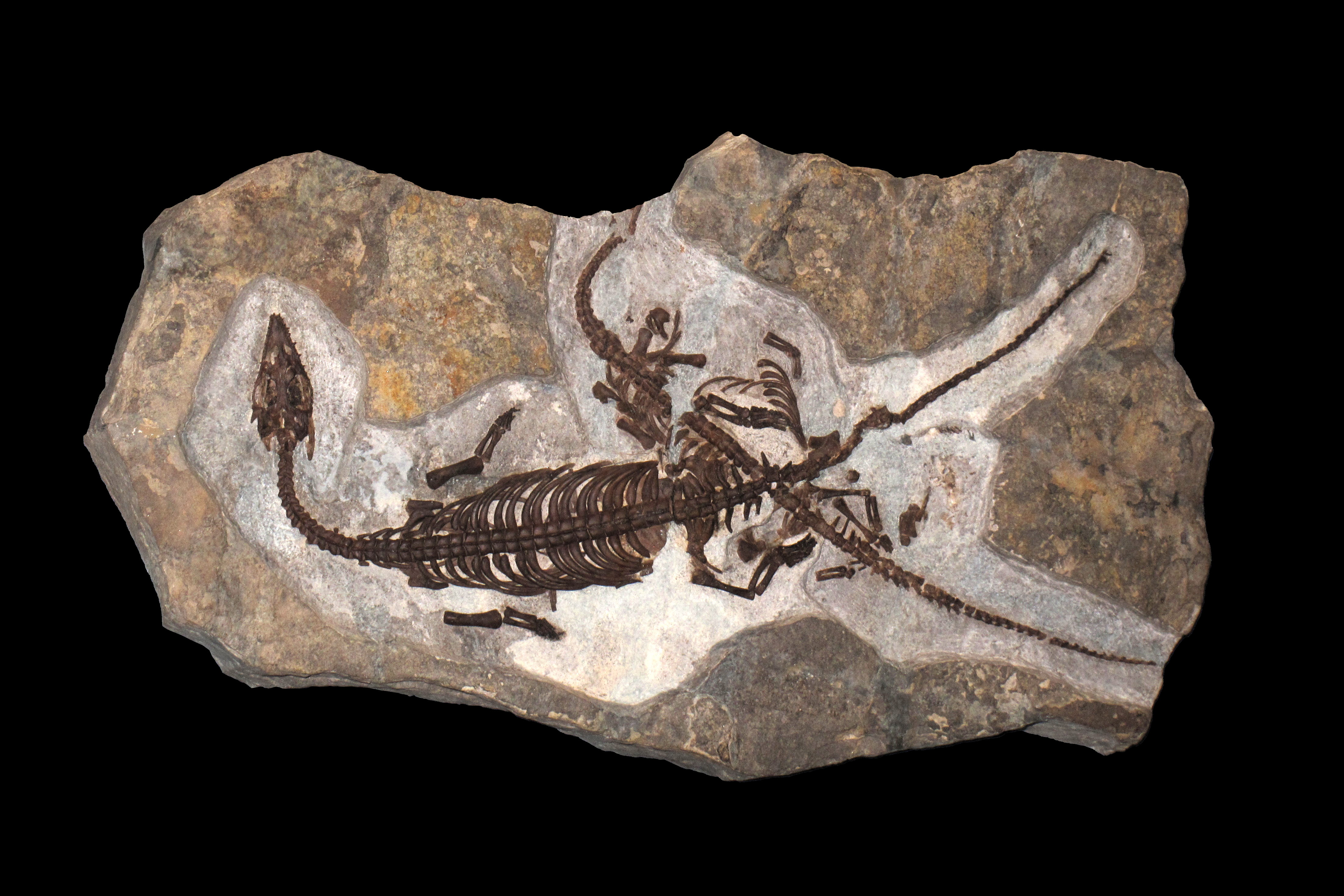
Serpianosaurus mirigolensis en exhibición en el Museo de Historia Natural de Zurich.